# Louise-Marie-Julienne Charles-Béchet
Pour les articles homonymes, voir Charles et Bechet (homonymie).
Louise-Marie-Julienne Charles-Béchet, dite madame Charles-Béchet, est une femme d'affaires, femme de lettres et éditrice française, active à Paris au XIXe siècle. Elle a notamment été l'éditrice des romans d'Honoré de Balzac.

## Biographie
Louise-Marie-Julienne Charles-Béchet était la fille d'un libraire parisien du Quai des Grands-Augustins. D'abord éditrice de livres de droit, elle élargit son registre grâce à un prêt du gouvernement et installe son entreprise place du Louvre. En 1829, elle perd son mari le libraire parisien Pierre-Adam Charlot, qui exerçait sous le nom de « Charles Béchet » ou « Charles-Béchet ». Dans son Nouveau tableau de Paris, au XIXme siècle, publié en 1834, elle recense la plupart des lieux de culture et de distraction de la capitale. Elle organisait tous les samedis des soupers avec Beranger, Henri de Latouche, Louis Reybaud, Léon Gozlan, Brissot-Thivars, Balzac et le docteur Gentil. 
Ensuite, en 1836, elle épouse Pierre Jacquillart, un propriétaire terrien de l'Yonne et cesse son activité, tout en réclamant des dettes à Honoré de Balzac. L'écrivain a acheté à crédit en 1835 le journal La Chronique de Paris, une feuille royaliste, dans laquelle il s'investit, mais il doit lui livrer en même temps les derniers volumes des Études de mœurs.